# Chapelle Saint-André de Rivesaltes
Cet article concerne une chapelle romane située à Rivesaltes. Pour l'église paroissiale de cette commune, voir Église Saint-André de Rivesaltes.
La chapelle Saint-André de Rivesaltes est une église romane située à Rivesaltes, dans le département français des Pyrénées-Orientales.

## Histoire
L'église Saint-André est citée dès 923 ou 930. L'édifice actuel, qui date du XIe siècle, est construite sur un site plus ancien remontant à l'époque romaine. Elle est l'église paroissiale de Rivesaltes au Xe siècle et au XIe siècle. L'église sera délaissée à la suite de la construction des fortifications en 1172. Afin d'éviter la confusion avec l'actuelle église Saint-André, elle est désormais qualifiée de chapelle.

## Architecture
L'édifice est constitué d'une nef unique et d'une abside semi-circulaire. Une chapelle latérale, voutée sur croisée d'ogives, fut rajoutée au XIVe siècle. Les murs sont construits à base de matériaux locaux : cayrou (brique pleine catalane), grès d'Espira et galets de rivière. L'ensemble de la chapelle fut rénové en 1989.
Le clocher est doté jusqu'au début du XXe siècle d'un clocheton, démoli depuis. Celui-ci est reconstruit et inauguré en 2012. Une cloche, baptisée Sabelline, y est installée à cette occasion.
Les fondations et les environs ont révélé des vestiges ibères et romains. L'église était également entourée du vieux cimetière.